# 수학자

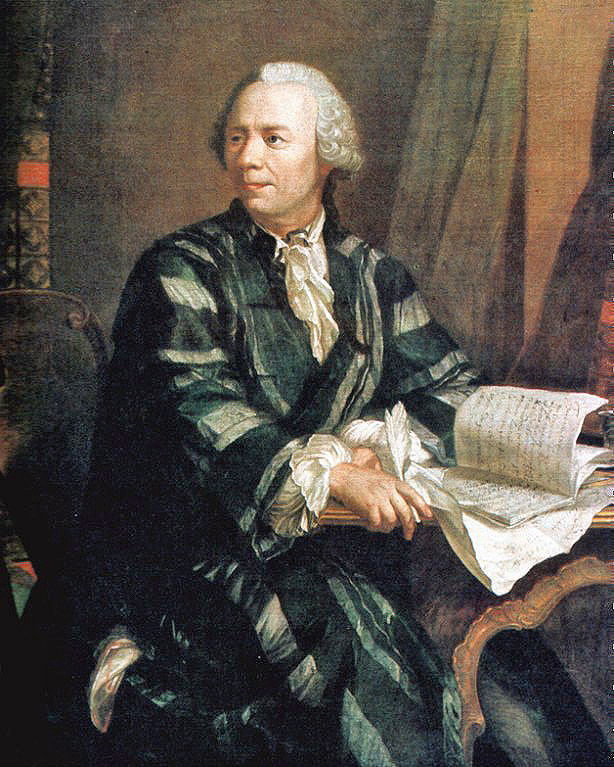
레온하르트 오일러는 유명한 수학자들 중 한 명이다.

수학자(數學者)는 수학을 주로 연구하고, 발전시켜 나가는 사람을 말한다. 수학자는 수학적 지식을 증진시키기 위한 연구 업무를 수행하며, 생명과학, 물리학, 사회학, 보험학 및 공학 분야의 문제를 해결하기 위해서 기술을 개발, 응용하는데 관련된 수학적 업무를 수행하기도 한다. 전문 연구 분야에 따라서 순수 수학자, 응용 수학자로 구분된다. 수학이 관련되지 않은 분야가 거의 없는 21세기에서는 수학자들의 역할도 더욱 중요해지고 있다. 또, 4차산업혁명에서 수학이 중요한 부분을 차지하고 있기 때문에 수학자들이 관여하는 분야도 늘어나고 있다.

## 고대 수학자들
우리들에게 잘 알려진 최초의 수학자는 바로 탈레스다. 확실하진 않지만, 피타고라스도 탈레스의 제자였을 가능성이 있다 이탈레스가 당시 노년이었기에 탈레스의 제자인 아낙시만더(Anaximander)는 피타고라스의 세 번째 스승이 되었다) . 탈레스와 피타고라스를 이어서, 우리들에게 친숙한 수학자는 바로 유클리드이다. 유클리드는 세상에서 가장 유명한 수학 교과서인 기하학 원론을 만든 장본인으로 우리에게 익숙한 이름이다. '원론'을 집필한 자로서도 매우 잘 알려져 있다. 그 후에는 아르키메데스가 유명하다. 근데 이 4명에게는 공통점이 있다. 바로 기하학을 주로 연구한 수학자들이라는 것이다. 참고로, 기하학은 도형을 연구하는 수학의 한 분야를 말한다. 그 이유는 고대에는 기하학이 수학 분야에서도 가장 영향력 있고, 유명한 분야였기 때문이라고 한다. 그러니 아마 그들도 기하학을 주로 연구한 것이 아닌지 추측하고 있다. 하지만 고대 수학자들 중에는 에라토스테네스라는 유명한 수학자가 있는데, 그는 소수에 큰 공헌을 한 수학자다. 그가 고안한 에라토스테네스의 체는 현재 자연수들 중에서 소수만 걸러내는 방법들 중에서는 가장 간편하고 쉬운 방법이다. 그 외에도 아폴로니오스, 디오판토스, 제논 등이 고대에 살았던 유명한 수학자들이다.

## 중세 수학자들
중세에 이탈리아에는 레오나르도 피보나치, 지롤라모 카르다노 등이 유명하다. 프랑스의 피에르 드 페르마, 르네 데카르트, 블레즈 파스칼, 마랭 메르센 등도 유명하다. 페르마는 약 350년 동안이나 해결되지 않았던 수학계 최대의 난제인 페르마의 마지막 정리를 최초로 고안해서, 아주 유명한 수학자이다. 데카르트는 좌표평면을 최초로 고안한 수학자로 유명하다. 그리고 파스칼은 파스칼의 삼각형을 증명한 것으로 유명하다. 메르센은 파스칼의 스승이자 메르센 소수라는 것을 고안한 수학자이다. 그리고 영국에는 아이작 뉴턴, 오거스터스 드모르간, 존 네이피어 등이 유명하다. 뉴턴은 미적분학과 이항정리를 최초로 고안한 사람이다.(하지만 미적분학은 독일의 수학자 고트프리트 빌헬름 라이프니츠가 뉴턴보다 먼저 고안했을 수도 있다.) 네이피어는 로그를 발명한 수학자로 유명하다. 그뿐만 아니라, 네이피어의 막대라는 것도 발명했다. 독일도 유명한 수학자를 많이 배출했다. 수학의 왕이라고 불리는 카를 프리드리히 가우스, 뉴턴과 함께 미적분학의 창시자로 여겨지는 고트프리트 빌헬름 라이프니츠 등이 독일이 배출한 유명한 수학자들이다. 그리고 스위스에서도 유명한 수학자들을 제법 배출했다. 그 어떤 수학자들보다 많은 책을 집필한 것으로 유명한 레온하르트 오일러, 오일러에게 많은 도움을 준 베르누이 일가 등이 스위스가 배출한 유명한 수학자들이다.

## 근대 수학자들
근대의 유명한 수학자들로는 에바리스트 갈루아, 닐스 헨리크 아벨, 레오폴트 크로네커, 게오르크 칸토어, 다비트 힐베르트, 베른하르트 리만 등의 수학자들이 유명하다. 힐베르트는 20세기에 풀릴만한 23가지 수학 문제들의 목록을 작성한 힐베르트의 문제들을 작성한 것으로 유명하고, 리만은 밀레니엄 문제 중 한 문제이자 현재까지 풀리지 않은 리만 가설을 최초로 고안한 것으로 유명하다. 리만 가설은 힐베르트의 문제들 목록에 8번째 문제로 작성되어 있기도 하다.

## 현대 수학자들
현대의 유명한 수학자들로는 앤드루 와일스, 그리고리 페렐만, 천싱선 등이 있다. 앤드루 와일스는 수학계에서 350여 년 동안이나 풀리지 않던 난제인 페르마의 마지막 정리를 최초로 완벽하게 증명해서, 순식간에 일반인들에게도 친숙한 이름이 됐을 정도로 유명한 수학자이다. 그리고리 페렐만은 밀레니엄 문제 중 한 문제인 푸앵카레 추측을 최초로 완벽하게 증명한 수학자이다. 푸앵카레 추측을 간단히 진술하자면, "특정한 성질을 가지는 3차원 다양체는 3차원 구와 위상수학적으로 같은가?"라는 질문의 해답을 찾는 난제이다. 그는 푸앵카레 추측을 몇 페이지 정도밖에 되지 않는 간단명료하고, 짧은 논문으로 증명했다. 그러나 그는 수학의 노벨상이라고 불리는 필즈상은 물론이고, 모든 명예를 거부했다. 그는 현재 오래되고 낡은 아파트에서 적은 돈으로 은둔하면서 살고 있기 때문에, 더욱 사람들의 호기심을 자극하고 있다. 천싱선은 미분기하학의 대부분에 업적이 있고, 미분방정식의 선구자라고 불릴 정도로 미분방정식에 큰 공헌을 했다.

## 나라별 수학자들 목록
세계의 유명한 수학자들로는 그리스의 탈레스, 피타고라스, 아피타콜립스, 유클리드, 아르키메데스, 에라토스테네스, 아폴로니오스, 디오판토스, 제논, 프랑스의 에바리스트 갈루아, 르네 데카르트, 피에르 드 페르마, 블레즈 파스칼, 마랭 메르센, 이탈리아의 레오나르도 피보나치, 독일의 카를 프리드리히 가우스, 레오폴트 크로네커, 다비트 힐베르트, 게오르크 칸토어, 베른하르트 리만, 고트프리트 빌헬름 라이프니츠, 스위스의 레온하르트 오일러, 다니엘 베르누이, 요한 베르누이, 영국의 아이작 뉴턴, 오거스터스 드모르간, 존 네이피어, 앤드루 와일스, 로저 펜로즈, 앨런 튜링, 러시아의 그리고리 페렐만, 노르웨이의 닐스 헨리크 아벨, 중국의 천싱선, 대한민국의 홍정하, 최석정 스페인의 테게르, 일본의 유한센 등이 있다.